# Ахуроа/Вайхапа – Стратфорд – Нью-Плімут
Ахуроа/Вайхапа – Стратфорд – Нью-Плімут – газопровідна система, спорджена для обслуговування кількох нафтових та газових родовищ на Північному острові Нової Зеландії.
В 1990 році почалась комерціалізація ресурсу попутного газу нафтового родовища Вайхапа-Нгаере. Первісно блакитне паливо подали до розташованої за кілька кілометрів ТЕС Стратфорд, а в 1993-му газопровід дотягнули до ТЕС Нью-Плімут.
В 1995-му почалась розробка газоконденсатного родовища Тарікі-Ахуроа, при цьому установку підготовки газу Ахуроа під’єднали жо Вайхапа. Як наслідок, утворилась система загальною довжиною 51 км, що виконана в діаметрі 200 мм.
Зазначені родовища були доволі швидко випрацьовані, проте наприкінці 2000-х на основі одного з них почали створення підземного сховища газу Ахуроа. Як наслідок, газопровід почав виконувати функцію сполучення сховища з газотранспортною системою (при цьому в 2013-му також проклали додаткову перемичку Ахуроа – Стратфорд діаметром 450 мм, яка мала забезпечувати роботу пікової ТЕС Стратфорд).